# Crimen de las estanqueras de Sevilla
El Crimen de las estanqueras de Sevilla se refiere a un trágico suceso ocurrido en 1952 que conmocionó a la sociedad española de la época. Este incidente, marcado por su brutalidad, involucró el asesinato de dos mujeres que trabajaban como estanqueras, las hermanas Encarnación y Matilde Silva Montero.
El 11 de julio de 1952, dos hermanas, de 50 y 55 años, fueron asesinadas a puñaladas en el estanco que regentaban en la avenida Menéndez Pelayo en Sevilla. Los cuerpos de ambas yacían sin vida en el suelo del estanco en una escena de violencia inusitada. El crimen fue extremadamente violento, con las víctimas recibiendo 13 y 16 puñaladas respectivamente. La necesidad de encontrar un culpable llevó a la detención de Juan Vázquez Pérez, alias El Mellao, quien tras un día de interrogatorios implicó a Lorenzo Castro Bueno, alias El Tarta, y a Antonio Pérez Gómez.
El juicio se llevó a cabo en octubre de 1954, generando gran expectación pública. A pesar de las contradicciones en las declaraciones, la falta de pruebas concluyentes y que se extraviaron cinco folios del sumario, la Audiencia Territorial de Sevilla dictaminó la culpabilidad de los acusados por robo y doble homicidio, condenándolos a la pena de muerte. El 4 de abril de 1956, los tres hombres fueron ejecutados por garrote vil en la cárcel de La Ranilla.
La ejecución de los tres hombres generó una gran controversia y conmoción en Sevilla y en toda España. Muchos ciudadanos y figuras importantes, incluidos el alcalde de Sevilla y el arzobispo, solicitaron el indulto para los condenados, basándose en las dudas sobre su culpabilidad y en las irregularidades del proceso judicial. Sin embargo, estos esfuerzos fueron en vano.
Casi dos décadas después, el verdadero culpable confesó su crimen bajo secreto de confesión, revelando así la trágica injusticia cometida contra Vázquez Pérez, Castro Bueno y Pérez Gómez.

## Cultura popular
Este caso ha dejado una huella profunda en la memoria colectiva española, simbolizando los peligros de un sistema judicial precipitado y las consecuencias devastadoras de los errores judiciales. La historia del crimen de las estanqueras de Sevilla ha sido objeto de libros, documentales y series de televisión. 
El crimen aparece relatado en la novela del escritor Esteban Navarro, Verdugos  y como historia principal en el primer episodio de la segunda temporada de la serie de RTVE, La huella del crimen. 